# Freedom at Point Zero
Albums de Jefferson Starship
Earth
(1978) Modern Times
(1981)
Freedom at Point Zero est un album de Jefferson Starship sorti en 1979.
Il marque le début d'une nouvelle période pour le groupe, avec l'arrivée du chanteur Mickey Thomas et du batteur Aynsley Dunbar (ex-Journey), qui remplacent respectivement Marty Balin et John Barbata. À la production, Ron Nevison (en) succède à Larry Cox, qui avait suivi le groupe depuis ses débuts.

## Titres
| 1. | Jane                            | David Freiberg, Jim McPherson | Freiberg, McPherson, Paul Kantner, Craig Chaquico | 4:07 |
| 2. | Lightning Rose (Carry the Fire) | Kantner                       | Kantner                                           | 4:36 |
| 3. | Things to Come                  | Kantner, China Wing           | Kantner                                           | 4:49 |
| 4. | Awakening                       | Jeannette Sears               | Pete Sears                                        | 7:59 |

| 5. | Girl with the Hungry Eyes                                       | Kantner            | Kantner                  | 3:18 |
| 6. | Just the Same                                                   | Chaquico, J. Sears | Chaquico, Eric Van Soest | 5:17 |
| 7. | Rock Music                                                      | Chaquico, J. Sears | Chaquico                 | 3:35 |
| 8. | Fading Lady Light                                               | J. Sears           | P. Sears, Mark Unobsky   | 3:39 |
| 9. | Freedom at Point Zero (Climbing Tiger Mountain through the Sky) | Kantner            | Kantner                  | 4:25 |

## Musiciens
- Paul Kantner : chant, guitare rythmique, claviers
- Craig Chaquico : guitares, chant
- David Freiberg : basse, claviers, chant
- Pete Sears : basse, claviers
- Mickey Thomas : chant
- Aynsley Dunbar : batterie, percussions
- Steven Schuster : cuivres
- Tower of Power : cuivres